# 1809 en santé et médecine
| Années de la santé et de la médecine : 1806 - 1807 - 1808 - 1809 - 1810 - 1811 - 1812    |
| Décennies de la santé et de la médecine : 1770 - 1780 - 1790 - 1800 - 1810 - 1820 - 1830 |

Cet article présente les faits marquants de l'année 1809 en santé et médecine.

## Événements
États-Unis
- 25 décembre : le médecin américain Ephraim McDowell (1771-1830) réalise la première ovariectomie à Danville dans le Kentucky[1].

France
- Décret impérial du 13 avril 1809 portant création de dix compagnies d'infirmiers d'hôpitaux[2].

## Publications
- Philippe Pinel (1745-1826) publie des observations de ce qui sera plus tard considéré comme de la schizophrénie[3].
- Heinrich Friedrich Link (1767-1851) décrit le Penicillium pour la première fois[4].

## Naissances
- 4 janvier :  Louis Braille (mort en 1852)[5], inventeur français du système d'écriture en relief pour aveugles qui porte son nom[5].
- 6 janvier : Marie Durocher (morte en 1893), gynécologue, sage-femme et médecin brésilienne, première femme médecin en Amérique latine[6],[7].
- 21 février : Carl Ernst Bock (en) (mort en 1874), médecin anatomiste allemand[8].
- 29 août : Oliver Wendell Holmes (mort en 1894), écrivain, médecin, essayiste et poète américain[9].
- 22 novembre : Bénédict Morel (mort en 1873), psychiatre français[10],[11].
- 10 décembre : Jules Maisonneuve (mort en 1897), chirurgien français[12].

## Décès
- 4 mai : Ferdinand Guillemardet (né en 1765), médecin et homme politique français, mort lors d'un internement psychiatrique[13].
- 18 mai : Leopold Auenbrugger (né en 1722), médecin et librettiste autrichien, considéré comme l'inventeur de la technique de la percussion lors de l'examen médical[14].
- 25 mai :  Louis Vitet (né en 1736), médecin et homme politique français, maire de Lyon.
- 27 juillet : Guillaume-René Lefébure (néé en 1744), militaire, historien, médecin, écrivain politique et littérateur français[15].
- 16 décembre : Antoine-François Fourcroy, (né en 1755), médecin, chimiste et député à la Convention nationale.